# Tatsuta (1894)
Tatsuta (jap. 龍田) – kanonierka torpedowa, określana także jako krążownik nieopancerzony, Marynarki Wojennej Cesarstwa Japonii, wykorzystywana jako awizo do rozpoznania i zadań łącznikowych podczas wojny rosyjsko-japońskiej. Wycofana z czynnej służby w 1916 roku i przemianowana na „Nagaura Maru”, służyła jako okręt-baza okrętów podwodnych do 1925 roku, kiedy to została złomowana. Nazwę „Tatsuta” odziedziczył krążownik typu Tenryū. Wyporność jednostki wynosiła 868 t, a uzbrojenie główne składało się z dwóch dział kalibru 120 mm i pięciu wyrzutni torpedowych.

## Budowa
„Tatsuta” została zamówiona w Armstrong Whitworth, w Elswick, Newcastle-upon-Tyne, jako duża kanonierka torpedowa, następca niefortunnej „Chishimy”. Budowę okrętu przewidziano w programie na 1891 rok, pod prowizorycznym oznaczeniem: kanonierka torpedowa „A”. Kontrakt zawarto w 1892 roku z planowanym dostarczeniem na rok 1894; jednostka otrzymała numer stoczniowy 609. Położenie stępki miało miejsce 7 kwietnia 1893. Nazwę pochodzącą od rzeki w prefekturze Nara nadano okrętowi 31 października 1893. Okręt został pospiesznie ukończony w związku ze zbliżającą się wojną chińsko-japońską i zwodowany 6 kwietnia 1894 roku. 24 lipca przeprowadzono próby, na których okręt przekroczył zakontraktowaną moc maszyn i prędkość. 31 lipca jednostka została wcielona do służby i wyruszyła tego dnia do Japonii obsadzona przez załogę stoczniową.

## Konstrukcja

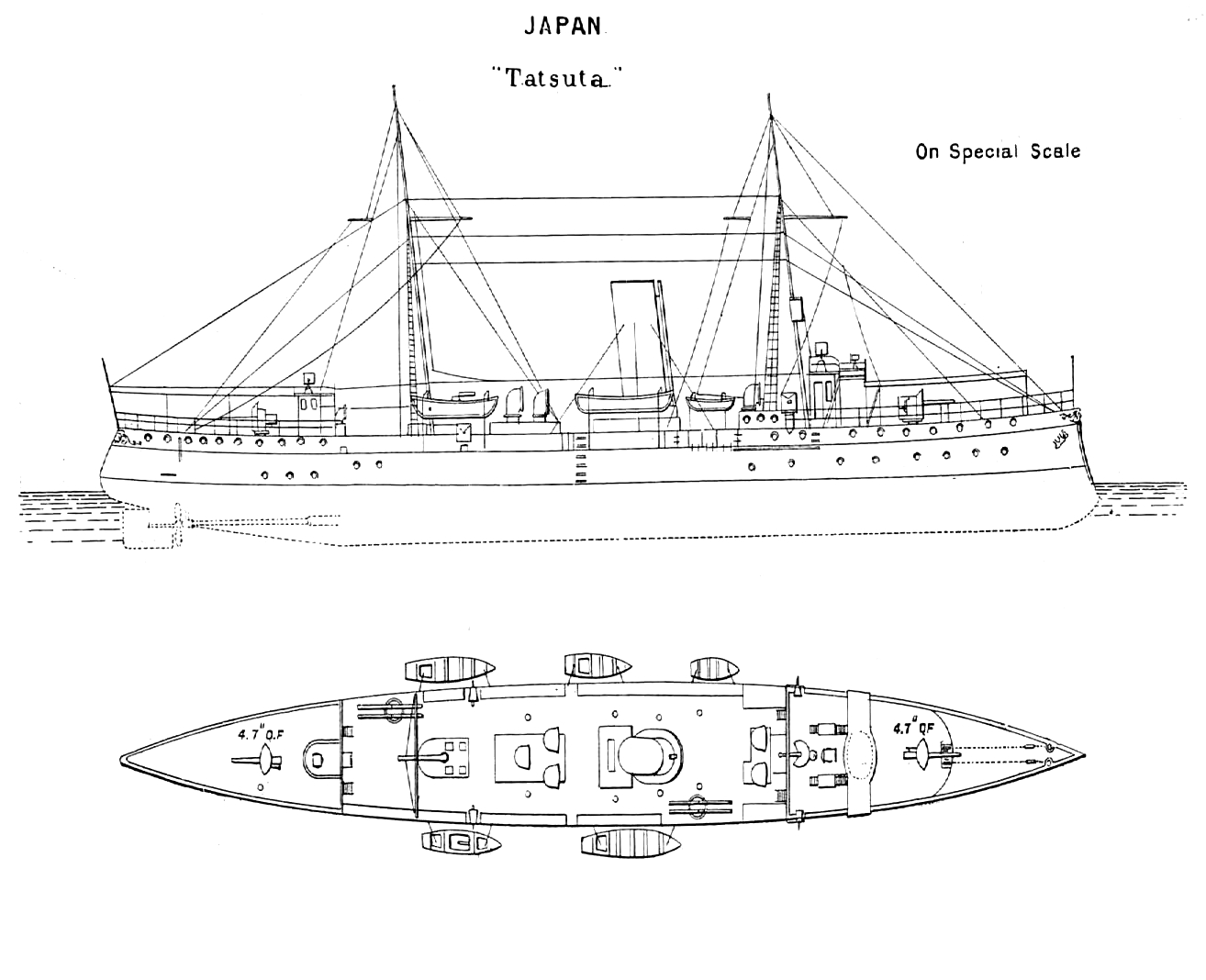
Szkic sylwetki i uzbrojenia „Tatsuty”

Przypominający mały krążownik okręt o stalowym kadłubie. Wysokie nadburcia na śródokręciu (dawały 7 stóp – 2,1 m wolnej burty) były równe podniesionemu pokładowi dziobowemu i rufowemu, stwarzając wrażenie jednostki gładkopokładowej. Nadburcia były odchylane, by umożliwić wychylenie umieszczonych na pokładzie obrotowych wyrzutni torpedowych. Według szkicu z epoki, kadłub dzielił się na 10 przedziałów wodoszczelnych.
Okręt napędzały dwie pionowe maszyny parowe potrójnego rozprężania produkcji Hawthorn Leslie & Co., każda napędzający jedną śrubę. Wedle kontraktu, ich moc miała wynosić 4000 ihp przy ciągu naturalnym, co miało przekładać się na prędkość 19,75 węzła. Na próbach silniki osiągały 4700 ihp przy ciągu naturalnym, a 5500 przy ciągu wymuszonym (nie ustalonym w umowie), co przełożyło się na 20,5 i 21,25 węzła odpowiednio. Parę dostarczały cztery kotły cylindryczne, które w 1903 zostały wymienione na kotły wodnorurkowe. Pociągnęło to za sobą zmianę sylwetki okrętu, który w miejsce jednego niskiego komina otrzymał trzy wąskie i wysokie. Były to nowe kotły o wąskich rurkach, typu Kanpon, o ciśnieniu 12,7 at. Testowane na „Tatsucie”, dały początek standardowym japońskim kotłom używanym w czasie II wojny światowej.
„Tatsuta” była uzbrojona w dwie 120 mm (4,7 cala) armaty szybkostrzelne (QF), cztery działa 3-funtowe (47 mm) Hotchkissa i pięć wyrzutni torpedowych (dwie podwójne, obrotowe i jedna na dziobie). Z wyjątkiem wyrzutni dziobowej całe uzbrojenie umieszczone było na pokładzie. Niektóre źródła podają dodatkowo 5 dział 2,5-funtowych. W 1905 roku działa 47 mm zostały wymienione na trzy armaty 12-funtowe (76 mm), a oryginalne 15-calowe (380 mm) wyrzutnie torped na 18-calowe (456 mm). Podwójne zespoły wyrzutni torpedowych były umieszczone na prawej burcie z przodu śródokręcia (obok pierwszego z trzech kominów) oraz na lewej burcie z tyłu śródokręcia. Szkic z epoki sugeruje, że maski dział kalibru 120 mm oraz stanowisko dowodzenia były lekko opancerzone.

## Służba

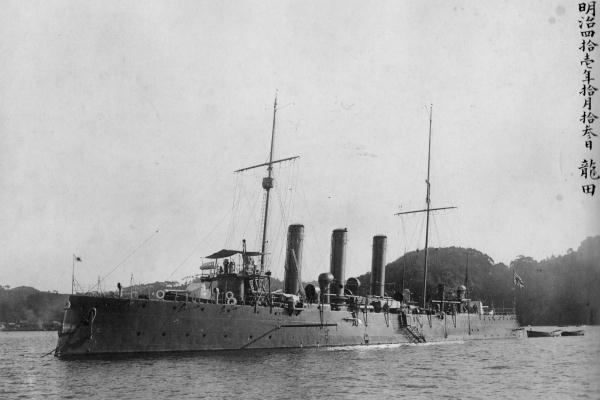
„Tatsuta” po przebudowie, z trzema kominami w miejsce jednego

W związku z trwającą wojną chińsko-japońską, władze brytyjskie, jako neutralne, internowały „Tatsutę” w Adenie od 28 sierpnia 1894 roku do 20 stycznia 1905 roku. Po kilku miesiącach jednak zwolniły ją i 19 marca 1895 przybyła ona do Shinagawa. 21 kwietnia 1895 roku została zaklasyfikowana jako okręt łącznikowy (awizo). Po przeprowadzeniu 28 marca 1895 roku prób odbiorczych, została ona przejęta przez japońską załogę. Wojna jeszcze trwała, ale nie ma informacji, by „Tatsuta” wzięła udział w jakichkolwiek akcjach bojowych w jej czasie.
Podczas powstania bokserów była częścią japońskiej eskadry adm. Tōgō, wysłanej do Chin. Po remoncie i zmianie kotłów w 1903 roku, z początkiem wojny rosyjsko-japońskiej 1904–1905 roku została dołączona do 1. Eskadry japońskiej, blokującej Port Artur. Już w czasie marszu ku rosyjskiej bazie, 7 lutego 1904 roku Japończycy przechwycili statek „Rossija”, który „Tatsuta” odprowadziła do Sasebo. Jednostka wróciła do sił głównych i uczestniczyła (z racji słabości artylerii głównej – biernie) w ataku na twierdzę rosyjską 9 lutego. Po bitwie sił lekkich 10 marca eskortowała do bazy uszkodzony niszczyciel „Akatsuki”.
15 maja (w „czarnym dniu” japońskiej floty) „Tatsuta” towarzyszyła pancernikom „Hatsuse” (okręt flagowy adm. Nashiby), „Shikishima”, „Yashima” i  krążownikowi „Kasagi” w ataku na twierdzę. Okręty japońskie weszły na zagrodę minową położoną w nocy przez rosyjski stawiacz min „Amur”. Po wybuchu dwóch min, „Hatsuse” zatonął z 493 ludźmi załogi. „Tatsuta” zdołała uratować 219 rozbitków, w tym admirała, który przeniósł na nią swą flagę. Uszkodzona „Yashima” i inne jednostki odeszły w kierunku archipelagu Elliot Islands, gdzie „Yashima” zatonęła. W wieczornej mgle „Tatsuta” o 18.18 weszła na skały, powiększając japońskie straty. Miejsce awarii znajdowało się na pozycji 39°08′N 122°22′E/39,133333 122,366667, u brzegów wyspy Guanlu Dao (jap. nazwa Korukuto). Udało się ją później ściągnąć i odprowadzić na remont do Yokosuki, który zakończył się 30 sierpnia. Po powrocie do służby, 19 listopada okręt przechwycił niemiecki parowiec „Veteran”, zmierzający do Port Artur z ładunkiem żywności. Po kapitulacji twierdzy „Tatsuta” była częścią eskadry blokującej w Qingdao internowane tam okręty rosyjskie.
Przed bitwą cuszimską „Tatsuta” wróciła do 1. Eskadry adm. Tōgō. Na początku starcia płynęła na lewym trawersie tego zespołu bojowego, którą to pozycję utrzymywała w czasie dziennego boju, by móc przekazywać sygnały z japońskiego okrętu flagowego na inne okręty lub w razie potrzeby przewieźć z uszkodzonego okrętu głównodowodzącego. Koordynowała też ataki kontrtorpedowców japońskich.
28 sierpnia 1912 roku „Tatsuta” została przeklasyfikowana na kanonierkę I klasy. 1 kwietnia 1916 roku została skreślona z listy floty, po czym 9 grudnia 1916 przemianowana na okręt pomocniczy „Nagaura Maru” (jap. 長浦丸), a 1 lipca 1920 na „Nagaura”. Służyła jako okręt-baza dla okrętów podwodnych. Została wycofana 25 grudnia 1925, po czym sprzedana na złom 6 kwietnia 1926 roku. Nazwę przejęła druga „Tatsuta”, lekki krążownik typu Tenryū.

## Uwaga
1. ↑  Ang. quick-firing, czyli działo strzelające amunicją z łuską, w odróżnieniu od zwykłych dział odtylcowych – ang. breech loading (BL).
2. ↑  Według starszych nieprecyzyjnych informacji została przemianowana na „Nagaura Maru” w 1918 roku, bez dokładnie wskazanej daty. Jane 1904 ↓, s. 400, Chesneau i Kolesnik 1979 ↓, s. 234, Jentschura, Jung i Mickel 1977 ↓, s. 94